# Alana Blanchard

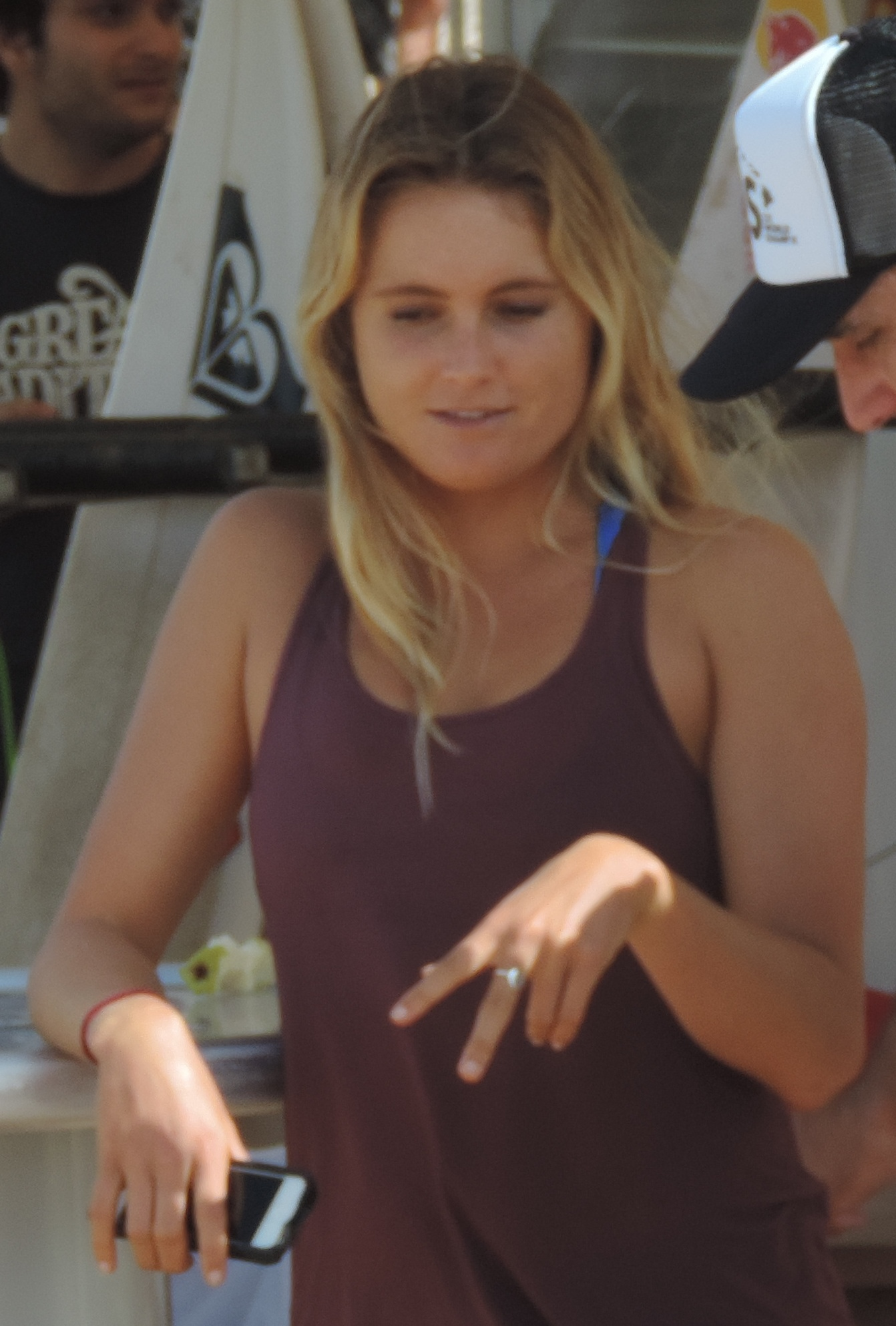
Alana Blanchard (2013)

Alana Rene „Lana“ Blanchard (* 5. März 1990 in Princeville auf Kauaʻi, Hawaii) ist eine US-amerikanische Surferin, Model und Unternehmerin.

## Leben
Ihr Vater Holt Blanchard brachte ihr das Surfen bei, im Alter von neun Jahren nahm sie an ersten Wettbewerben teil. Sie surfte auf der ASP World Tour und legte 2015 eine Pause ein. Sie gründete in Malibu, Kalifornien, die Model-Agentur „The Surf Look“, die Surfer für die Werbebranche vermittelt.
Alana Blanchard war am 31. Oktober 2003 dabei, als ihrer Freundin Bethany Hamilton bei einem Haiangriff der linke Arm abgebissen wurde. Im Film Soul Surfer, der diesen Haiangriff zum Thema hat, wird Alana Blanchard durch Lorraine Nicholson dargestellt. Für Surfszenen mit Alana Blanchard wurde Archivmaterial verwendet.

## Erfolge
Blanchard wurde 2005 bei den T&C Women’s Pipeline Championships Erste auf dem Shortboard.
Weitere Erfolge:
- Women’s Pipeline Championships, Hawaii
- Rip Curl Girls Festival Junior Pro 2007, Spanien[6]
- Roxy Pro Trials in Haleiwa, Hawaii
- Billabong Pro Pre Trials in Hookipa, Maui
- Volcom Pufferfish Surf Series in Pinetrees, Kauaʻi